# Cryptochilus roseus
Cryptochilus roseus é uma espécie de orquídea (Orchidaceae) do Sudeste Asiático.